# Взаимодействие (статистика)

Бинарная переменная A и непрерывная переменная взаимодействуют при анализе зависимой переменной. Иначе говоря, их влияние на не является аддитивным

Взаимодействие в статистике — ситуация, когда одновременное воздействие двух и более переменных на другую переменную не является аддитивным. Как правило, взаимодействия исследуются в рамках регрессионного анализа. Присутствие взаимодействий крайне важно с точки зрения интерпретации статистической модели. Если некие две переменные взаимодействуют, предсказать эффект от изменения одной из них на зависимую переменную становится сложнее. Особенно остро проблема стоит для переменных, которые трудно измерять или контролировать.
Переменная взаимодействия конструируется из исходных переменных модели с тем, чтобы отразить их взаимодействие частично или целиком. Базовой моделью взаимодействия является произведение исходных переменных, которое позволяет оценить, существует ли неаддитивный компонент взаимодействия в принципе и как его следует смоделировать в следующей итерации. Если имеется более двух исходных переменных, вводится несколько переменных взаимодействия, отвечающих попарному взаимодействию между всеми исходными величинами, а также произведениям высших порядков (с большим числом множителей).
Для зависимой переменной {\displaystyle Y} и независимых {\displaystyle x_{1}} и {\displaystyle x_{2}} аддитивная модель выглядит так:
{\displaystyle Y=c+ax_{1}+bx_{2}+{\text{error}}},
Другая же модель:
{\displaystyle Y=c+ax_{1}+bx_{2}+d(x_{1}\times x_{2})+{\text{error}}\,}
включает переменную взаимодействия между {\displaystyle x_{1}} и {\displaystyle x_{2}}.